# Hraboveț, Cernivți
Hraboveț (în ucraineană Грабовець) este un sat în comuna Mazurivka din raionul Cernivți, regiunea Vinnița, Ucraina.

## Demografie
Componența lingvistică a localității Hraboveț
     Ucraineană (99,38%)
     Alte limbi (0,62%)
Conform recensământului din 2001, majoritatea populației localității Hraboveț era vorbitoare de ucraineană (99,38%), existând în minoritate și vorbitori de alte limbi.